# Resocializace
Resocializace souvisí se socializací, což je děj, při kterém si dítě osvojuje pravidla života ve společnosti (výchovou, nápodobou, identifikací, vlastním stylem či s vrstevníky).
V pozdějších letech se člověk rovněž přizpůsobuje a učí se novému chování, zde se hovoří o resocializaci. Lze ji chápat jako přijetí nových norem a hodnot, které jsou většinou spojené s novým sociálním postavením, jež člověk získává – např. stanu-li se rodičem, zaměstnancem nebo vojákem. Občas se definice tohoto pojmu zkracuje na pouhé znovuuvedení resp. znovuzakotvení do společnosti.
Na rychlosti procesu resocializace se podílí množství faktorů jako jsou například:
1. Schopnost osoby se adaptovat na sociální změnu [1]
2. Míra rozdílnosti nového a starého sociálního prostředí [1]
3. Otevřenost nového sociálního systému směrem k danému jedinci [1]

Resocializaci často řeší psychologové např. s propuštěnými vězni, kteří se navrací zpět do společnosti.